# 杨怀定
杨怀定（1950年—2021年6月13日），男，江苏镇江人，中华人民共和国证券交易市场个人投资者，人称“杨百万”“中国第一股民”。

## 生平
1950年，杨怀定生于江苏镇江中华路太保巷。在家乡念完小学之后，随父母迁居上海。后成为上海铁合金厂职工。
1988年2月28日，杨怀定辞职自谋职业。他看到《新民晚报》上有一篇报道称，浙江温州实行利率开放，利息高至13%，便写信给中国人民银行温州市分行询问，收到温州市分行盖有公章的回信称确有其事，他便想将2万元人民币存款存到温州。但去温州的船票刚买好，上海报纸又报道称，上海准备开放国债交易。他读过茅盾的小说《子夜》，知道里面会有“花头”（好处）。1988年4月21日，开市第一天上午，他便以开盘价104元人民币买进国债，下午便以112元卖出获利了结，赚得人生第一桶金。之后，他发现8个试点国债交易城市的国库券差价较大，甚至有银行以低于面值价格卖出国库券，便在合肥、上海两地间反复倒卖国库券，随后便在全国范围内倒卖，最终本金增长逾百万元。
1989年，因杨怀定注意到保值利率提高，信用社和银行处于亏损边缘，他便卖出所有国库券，转变为股票投资者，依靠倒卖电真空股票获利颇丰，因每日资金流水近百万元人民币，人称“杨百万”，成为上海第一批证券投资大户，是中国证券市场的风云人物。
2010年代，当年与其同时代的证券投资大户中，仅剩他一人仍活跃于中国证券市场。
2021年6月13日凌晨因糖尿病并发症去世，享年71岁。